# 에스페란티스토
에스페란티스토(esperantisto)는 에스페란토로 '에스페란토를 사용하는 사람'을 뜻한다.

## 정의
에스페란티스토라는 단어는 에스페란토(Esperanto)에 접미사 -ist-를 붙여 파생된 단어이다. 접미사 -ist-는 '그러한 직업을 가진 자' 또는 '그러한 사상을 가진 자'를 의미한다. (예를 들어 kuraci치료하다 → kuracisto의사, realo현실 → realisto현실주의자) 따라서 에스페란티스토는 '직업적으로 에스페란토를 보급하는 사람' 또는 '에스페란토주의를 표방하는 사람'이라는 의미를 뜻하기도 한다. 그러나, -ist-는 '그러한 것에 관련된 사람'이라는 의미로써, 직업적인 것 이외의 의미로도 사용된다. (예를 들어, vikipedio 위키백과 → vikipediisto 위키백과인 ) 가장 알려진 에스페란티스토의 의미는 '에스페란토를 아는 사람, 에스페란토를 쓰는 사람'이라는 뜻을 지니고 있다.

### 블로뉴 선언에 의한 정의
블로뉴 선언 제5조에서 에스페란티스토를 다음과 같이 정의한다.
에스페란티스토는 에스페란토를 사용하는 목적에는 관계 없이, 에스페란토를 알고, 사용하는 모든 사람을 가리킨다. 모든 에스페란티스토는 에스페란토 활동을 하는 모임에 참석하는 것이 권장되지만 의무는 아니다.

## 다른 표현
에스페란티스토라는 단어가 '직업자' 또는 '주의자'라는 뉘앙스를 가지고 있기 때문에, 위화감을 가지고 있는 사람도 있다. 그들은 그러한 의미를 가지지 않는 단어를 사용한다.
- 에스페란토 파롤란토 Esperanto-parolanto - 에스페란토를 말하는 사람
- 에스페란토 링그바노 Esperanto-lingvano - lingvano는 언어공동체 (프랑스어에서는 프랑코포니 같은 것)의 일원을 의미한다.
- 에스페란타노 Esperantano - 에스페란토의 일원. NPIV에서는 '에스페란토에 찬성하는 사람'이라는 설명이 있다.

## 현황

### 대한민국
대한민국에서 에스페란티스토들의 활약은 특히 1920년대에 두드러졌었다, 특히 아나키스트들의 언어로써 활용되는 측면도 많았으며, 1920년대 ~ 1930년대에 걸쳐서 김억, 백남규에 의해 동아일보에 강의가 연재되고, 심지어는 지면의 일부가 에스페란토만으로 씌어질 정도로 에스페란티스토의 활약은 대단했다. 또한 해방 이후, 석주명 선생이 활발히 에스페란토 활동을 전개하고, 에스페란토가 제2외국어로 인정되는 등 상당한 성과가 있었던 것도 잠시, 한국 전쟁 이후에 에스페란토 활동은 급격히 감소했다. 1960년대, 1970년대에 중고등학생이나 대학생들이 에스페란토 운동을 했고, 정부의 지원도 받았지만, 1980년대 초 당시 문광부에서 에스페란토협회를 정부 지원 단체에서 제외하면서 더욱 위축되었다. 현재 일련의 국내 에스페란티스토들은 (사)한국에스페란토협회를 통해 중흥하려 하고 있고, 일부 대학교에서(원광대, 한국외대, 단국대) 에스페란토 교육이 일어나고 있으며, 일부 고등학교와 대학교에 에스페란토 동호회가 있으나, 일정한 수준의 활동을 넘어서지는 못하고 있는 실정이다.

## 유명한 에스페란티스토
- 안토니 그라보프스키
- 라자로 루드비코 자멘호프
- 레프 톨스토이
- 카지미에시 베인
- 클로드 피롱
- 이보 라페나
- 험프리 통킨
- 석주명

## 같이 보기
- 에스페란토 문화